# Christophe Kempe
Christophe Kempe (Aubervilliers, 2 maggio 1975) è un ex pallamanista francese.

## Palmarès

### Olimpiadi
- 1 medaglia:
  - 1 oro (Pechino 2008)